# Pierre Pincemaille
Pierre-Marie François Pincemaille /pjɛʁ pɛ̃sˈmaj/ (Parigi, 8 dicembre 1956 – Suresnes, 12 gennaio 2018) è stato un musicista e organista francese, noto per essere l'organista titolare della Basilica di Saint-Denis, Professore al Conservatorio di Parigi.

## Biografia
Pierre Pincemaille nacque al XVII arrondissement di Parigi, in Francia. Entrò nel Conservatorio di Parigi nel 1971 a 14 anni, per vincere cinque primi premi (armonia nel 1977, contrappunto nel 1978, fuga nel 1978, esecuzione all'organo nel 1979 e improvvisazione all'organo nel 1979). Ha vinto tra il 1978 e il 1990 cinque grandi premi di concorsi internazionali (Lione, Beauvais, Strasburgo, Montbrison e Chartres).
Nel 1987 succedette a Henri Heurtel come organista titolare alla Basilica di Saint-Denis a Saint-Denis, una posizione che tenne fino alla morte nel 2018.
È conosciuto per la sua maestria nell'improvvisazione, nella tradizione della grande scuola francese.
Nel 2005 fu nominato professore di contrappunto al Conservatorio di Parigi, posizione che tenne fino alla morte nel 2018. Pierre Pincemaille divenne famoso per l'esecuzione di più di 1000 concerti d'organo in tutta l'Europa, gli Stati Uniti e il Canada.